# Notes on Mesembryanthemum and allied genera
Notes on Mesembryanthemum and allied genera, (abreujat Notes Mesembryanthemum), és un llibre amb il·lustracions i descripcions botàniques que va ser escrit per la botànica sud-africana; Harriet Margaret Louisa Bolus i publicat a la Ciutat del Cap en 3 parts en els anys 1928-1958.

## Publicació
- Part I: 1928;
- Part II: 1932-35;
- Part III: 1950-58